# Cleora rhadia
Cleora rhadia là một loài bướm đêm trong họ Geometridae.